# Tadeusz Brzozowski (Maler)
Tadeusz Brzozowski (* 1. November 1918 in Lemberg; † 13. April 1987 in Rom) war ein polnischer Maler und Hochschullehrer.

## Leben
1936 begann Brzozowski das Kunststudium an der Krakauer Akademie. Während der Besetzung Polens im Zweiten Weltkrieg setzte er sein Studium an der Staatlichen Kunstgewerbeschule Krakau unter Fryderyk Pautsch fort. 1946 erhielt er sein Diplom. Zu seinen Lehrern gehörten Ignacy Pieńkowski und Paweł Dadlez. Bereits kurz nach seinem Abschluss wurde Brzozowski selber Pädagoge.
Er arbeitete von 1845 bis 1954 an der Technischen Universität Krakau, von 1954 bis 1969 an der Oberschule für Bildende Kunst in Zakopane („Zespół Szkół Plastycznych im. Antoniego Kenara w Zakopanem“), von 1962 bis 1979 als Professor an der Kunstakademie in Posen (polnisch: „Państwowa Wyższa Szkoła Sztuk Plastycznych“) sowie von 1979 bis 1981 an der Krakauer Akademie.
Brzozowski war Mitglied der Künstlervereinigung Grupa Krakowska, die 1957 aus der Gruppe junger Bildender Künstler Krakaus (polnisch: „Krakowie Grupę Młodych Plastyków“), mit deren Mitgliedern Maria Jarema, Tadeusz Kantor, Kazimierz Mikulski, Jerzy Nowosielski, Erna Rosenstein und Jonasz Stern er bereits zusammengearbeitet hatte, hervorgegangen war. Auch in der international ausgerichteten Künstlergruppe „Phases“ war er aktiv.
Bereits während der deutschen Besatzungszeit hatte Brzozowski sich beim Krakauer Untergrundtheater von Kantor engagiert. Er trat hier als Schauspieler in verschiedenen Stücken auf. Nach 1945 beteiligte er sich dann auch am Universitätstheater „Rotunda“, an dem ebenfalls Kantor und Roman Artymowski involviert waren, die ihn in seiner künstlerischen Entwicklung stark beeinflussten.

## Werk
Brzozowski malte zunächst Kompositionen, in denen Figuren und Gegenstände expressiv verformt waren, wie in den Bildern „Wagon“ (Eisenbahnwagon) von 1947 und „Kuchenka“ (Küche) von 1950. Durch die Kombination realistisch gemalter Menschen mit groben Umgebungs-Gegenständen schaffte er existentielle Symbole und eine Verbindung von Aufrichtigkeit und Empfindlichkeit, die ein pathetisches und doch vertrautes Klima schufen. Bereits hier zeigte sich die Empfänglichkeit des Künstlers für Farben, die sich später in seinen abstrakten Arbeiten manifestieren sollte. In den 1950er Jahren erfolgte der stufenweise Übergang zur abstrakten Malerei.
Brzozowski schuf auch monumentale Kunstwerke. In den 1950ern entstanden in Zusammenarbeit mit seiner Frau Barbara Gawdzik-Brzozowska farbige Wandmalereien in den Kirchen der Dörfer Imielno und Mogilany. Für die Philharmonie („Filharmonia Pomorska“) in Bydgoszcz und andere Institutionen entwarf er Tapisserien. In den Jahren 1959 und 1975 stellte Brzozowski auf der Biennale von São Paulo und 1962 auf der Biennale von Venedig aus. 1997 fand eine Retrospektive im Warschauer Nationalmuseum statt. In Zakopane ist eine Straße nach dem Künstler benannt.